# Tyrrell 007
El Tyrrell 007 es un coche de carreras de Fórmula 1, diseñado por el diseñador jefe de Tyrrell, Derek Gardner. Se utilizó en las temporadas de 1974, 1975, 1976 y 1977.

## Resultados
(Clave) (negrita indica pole position) (cursiva indica vuelta rápida)

| Año     | Equipos               | Motor                    | Neumáticos | Pilotos                  | 1   | 2   | 3   | 4   | 5   | 6   | 7   | 8   | 9   | 10  | 11  | 12  | 13  | 14  | 15  | 16  | 17  | Puntos | Pos, |
| ------- | --------------------- | ------------------------ | ---------- | ------------------------ | --- | --- | --- | --- | --- | --- | --- | --- | --- | --- | --- | --- | --- | --- | --- | --- | --- | ------ | ---- |
| 1974    | Elf Team Tyrrell      | Ford Cosworth DFV 3.0 V8 | G          |                          | ARG | BRA | RSA | ESP | BEL | MON | SWE | NED | FRA | GBR | GER | AUT | ITA | CAN | USA |     |     | 52     | 3°   |
| 1974    | Elf Team Tyrrell      | Ford Cosworth DFV 3.0 V8 | G          | Jody Scheckter           |     |     |     | 5   | 3   | 2   | 1   | 5   | 4   | 1   | 2   | Ret | 3   | Ret | Ret |     |     | 52     | 3°   |
| 1974    | Elf Team Tyrrell      | Ford Cosworth DFV 3.0 V8 | G          | Patrick Depailler        |     |     |     |     | Ret | PO  | 2   | 6   |     | Ret | Ret | Ret | 11  | 5   | 6   |     |     | 52     | 3°   |
| 1975    | Elf Team Tyrrell      | Ford Cosworth DFV 3.0 V8 | G          |                          | ARG | BRA | RSA | ESP | MON | BEL | SWE | NED | FRA | GBR | GER | AUT | ITA | USA |     |     |     | 25     | 5°   |
| 1975    | Elf Team Tyrrell      | Ford Cosworth DFV 3.0 V8 | G          | Jody Scheckter           | 11  | Ret | 1   | Ret | 7   | 2   | 7   | 16  | 9   | 3   | Ret | 8   | 8   | 6   |     |     |     | 25     | 5°   |
| 1975    | Elf Team Tyrrell      | Ford Cosworth DFV 3.0 V8 | G          | Patrick Depailler        | 5   | Ret | 3   | Ret | 5   | 4   | 12  | 9   | 6   | 9   | 9   | 11  | 7   | Ret |     |     |     | 25     | 5°   |
| 1975    | Elf Team Tyrrell      | Ford Cosworth DFV 3.0 V8 | G          | Jean-Pierre Jabouille    |     |     |     |     |     |     |     |     | 12  |     |     |     |     |     |     |     |     | 25     | 5°   |
| 1975    | Elf Team Tyrrell      | Ford Cosworth DFV 3.0 V8 | G          | Michel Leclère           |     |     |     |     |     |     |     |     |     |     |     |     |     | Ret |     |     |     | 25     | 5°   |
| 1975    | Lexington Racing      | Ford Cosworth DFV 3.0 V8 | G          | Ian Scheckter            |     |     | Ret |     |     |     |     |     |     |     |     |     |     |     |     |     |     | 25     | 5°   |
| 1976    | Elf Team Tyrrell      | Ford Cosworth DFV 3.0 V8 | G          |                          | BRA | RSA | USW | ESP | BEL | MON | SWE | FRA | GBR | GER | AUT | NED | ITA | CAN | USA | JPN |     | 71     | 3°   |
| 1976    | Elf Team Tyrrell      | Ford Cosworth DFV 3.0 V8 | G          | Jody Scheckter           | 5   | 4   | Ret | Ret |     |     |     |     |     |     |     |     |     |     |     |     |     | 71     | 3°   |
| 1976    | Elf Team Tyrrell      | Ford Cosworth DFV 3.0 V8 | G          | Patrick Depailler        | 2   | 9   | 3   |     |     |     |     |     |     |     |     |     |     |     |     |     |     | 71     | 3°   |
| 1976    | Lexington Racing      | Ford Cosworth DFV 3.0 V8 | G          | Ian Scheckter            |     | Ret |     |     |     |     |     |     |     |     |     |     |     |     |     |     |     | 71     | 3°   |
| 1976    | Scuderia Gulf Rondini | Ford Cosworth DFV 3.0 V8 | G          | Alessandro Pesenti-Rossi |     |     |     |     |     |     |     |     |     | 14  | 11  | DNQ | 18  |     |     |     |     | 71     | 3°   |
| 1976    | ÖASC Racing Team      | Ford Cosworth DFV 3.0 V8 | G          | Otto Stuppacher          |     |     |     |     |     |     |     |     |     |     |     |     | DNS | DNQ | DNQ |     |     | 71     | 3°   |
| 1976    | Heros Racing          | Ford Cosworth DFV 3.0 V8 | B          | Kazuyoshi Hoshino        |     |     |     |     |     |     |     |     |     |     |     |     |     |     |     | Ret |     | 71     | 3°   |
| 1977    | Meiritsu Racing Team  | Ford Cosworth DFV 3.0 V8 | D          |                          | ARG | BRA | RSA | USW | ESP | MON | BEL | SWE | FRA | GBR | GER | AUT | NED | ITA | USA | CAN | JPN | 27     | 5°   |
| 1977    | Meiritsu Racing Team  | Ford Cosworth DFV 3.0 V8 | D          | Kunimitsu Takahashi      |     |     |     |     |     |     |     |     |     |     |     |     |     |     |     |     | 9   | 27     | 5°   |
| Fuente: |                       |                          |            |                          |     |     |     |     |     |     |     |     |     |     |     |     |     |     |     |     |     |        |      |

- *4 puntos obtenidos en 1974 con el Tyrrell 005.
- *58 puntos obtenidos en 1976 con el Tyrrell P34.
- * Todos los puntos en 1977 se obtuvieron con el Tyrrell P34.

## Historia
Ken Tyrrell, propietario de Tyrrell Racing, necesitaba dos nuevos pilotos para 1974 porque Jackie Stewart se retiró de la conducción a finales de 1973 y François Cevert murió al final de la temporada de 1973 en el Gran Premio de los Estados Unidos. El equipo había planeado tener a Cevert y Jody Scheckter como su línea de pilotos para 1974. Tras la muerte de Cevert, Tyrrell fichó a Patrick Depailler como reemplazo. En las primeras carreras de 1973 (Argentina, Brasil y Sudáfrica), Tyrrell usó los chasis anteriores 005 y 006.